# Валс-Сизенхајм
Валс-Сизенхајм је град у Аустрији, смештен у западном делу државе. Значајан је град у покрајини Салцбургу, где се налази у оквиру округа Салцбург-Окружење.
Валс-Сизенхајм се на граници града Салцбурга, па овај некада засебан градић последњих деценија прерастао у његово важно предграђе.

## Природне одлике
Валс-Сизенхајм се налази у западном делу Аустрије, на 320 км западно од главног града Беча, на самој граници Аустрије са Немачком. Главни град покрајине Салцбург, Салцбург, налази се свега 7 km североисточно од града, па је Валс-Сизенхајм данас његово предграђе.
Град Валс-Сизенхајм се образовао имеђу река Салцах и Залах. Надморска висина града је око 450 метара.

## Становништво
| 1981. | 1991. | 2001.  | 2011.  |
| ----- | ----- | ------ | ------ |
| 7.743 | 9.563 | 11.024 | 12.173 |

По процени из 2016. у граду је живело 13101 становника. Последњих деценија број градског становништва се значајно повећава услед ширења градског подручја Салцбурга.